# Dichaea caveroi
Dichaea caveroi är en orkidéart som beskrevs av David Edward Bennett och Eric Alston Christenson. Dichaea caveroi ingår i släktet Dichaea och familjen orkidéer.
Artens utbredningsområde är Peru. Inga underarter finns listade i Catalogue of Life.